# Ivana Kuzmanović
Ivana Kuzmanović, srbska pisateljica, *26. april 1966, Beograd.
Je članica Združenja književnikov Srbije. dobitnica priznanja Zlatni Hit Liber za leto 2011, ki ga podeljuje Radiotelevizija Srbija. Je motivator in voditeljica srečanj Pomerisrca - pogovori o ljubezni in Life coach. Je avtorica stalne kolumne v reviji Ona.

## Dela
- Lemurova ljubav (2007)
- Manje od tri (2009)
- Amor porteño (2010)
- Od kada sam se zavolela - VOLIM (2011)
- U ime Ljubavi (2012)
- Odkar sem se vzljubila - LJUBIM (2013) (COBISS)